# Bulbophyllum umbellatum
Bulbophyllum umbellatum es una especie de orquídea epifita originaria de Asia.    

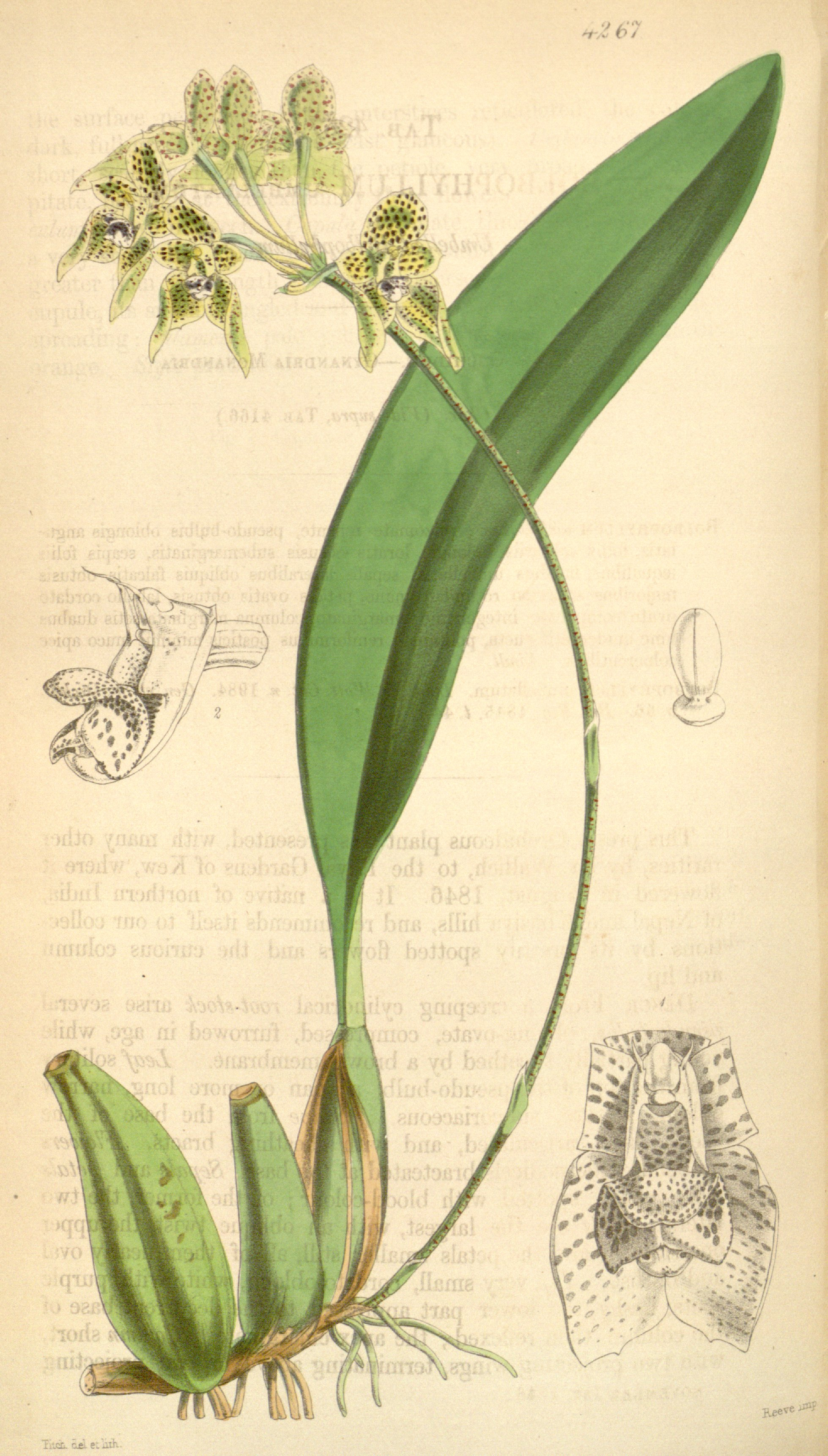
Ilustración

## Descripción
Es una  orquídea de tamaño pequeño, de crecimiento cálido con hábitos crecientes de litofita  con una separación de 1 a 2 cm  entre cada pseudobulbo ovoide, rugoso y cónico que está envuelto basalmente por una vaina fibrosa y que lleva una sola hoja, apical, coriácea, estrechamente elíptica, emarginada,  de base peciolada. Florece en una inflorescencia delgada, de 20 cm de largo, basal, con 5-8 flores que es apenas más corta que la hoja y tiene una umbela apical de flores fragantes que aparecen en la primavera.

## Distribución y hábitat
Se encuentra en el Himalaya occidental, el este de Himalaya, Assam, India, Nepal, Bhután, Myanmar, Tailandia, China y el sur de Vietnam en los bosques húmedos, cubiertos de musgo, y los bosques de coníferas en las ramas cubiertas de musgo en viejos árboles nudosos enanos en elevaciones de 1000 a 2200 metros.      

## Taxonomía
Bulbophyllum umbellatum fue descrita por John Lindley  y publicado en The Genera and Species of Orchidaceous Plants 56. 1830.
Etimología
Bulbophyllum: nombre genérico que se refiere a la forma de las hojas que es bulbosa.
umbellatum: epíteto latíno que significa "en umbelas" 
Variedad aceptada
- Bulbophyllum umbellatum var. fuscescens (Hook.f.) P.K.Sarkar

Sinonimia
- Bolbophyllopsis maculosa Rchb.f.
- Bolbophyllopsis morphologorum Rchb.f.
- Bulbophyllum annamicum (Finet) T.B.Nguyen & D.H.Duong
- Bulbophyllum saruwatarii Hayata
- Bulbophyllum tibeticum Rolfe
- Bulbophyllum tortisepalum Guillaumin
- Bulbophyllum umbellatum var. umbellatum
- Cirrhopetalum annamicum (Finet) Tang & F.T.Wang
- Cirrhopetalum bootanense Griff.
- Cirrhopetalum maculosum Lindl.
- Cirrhopetalum maculosum var. annamicum Finet
- Cirrhopetalum maculosum var. annamicum Finet ex Gagnep.
- Cirrhopetalum saruwatarii (Hayata) Hayata
- Cirrhopetalum umbellatum (Lindl.) Linden
- Hippoglossum umbellatum Breda
- Phyllorkis bootanensis (Griff.) Kuntze
- Phyllorkis maculosa (Lindl.) Kuntze
- Phyllorkis umbellata (Lindl.) Kuntze[3][4]